# 日下光
日下 光（くさか ひかる、1982年10月21日 - ）は、宮城県仙台市青葉区出身のバスケットボール選手、指導者である。ポジションはポイントガード。身長174cm、体重71kg。

## 来歴
小学4年生の時バスケットボールを始める。その後、仙台市立桜丘中学校を経て新潟商業高校に進学。2年次にインターハイで優勝するなど活躍。日本大学では、全日本学生選手権で3位。オールジャパンにも出場した。
卒業後の2005年、bjリーグの仙台89ERSよりドラフト1巡目指名を受け入団。ルーキーシーズンよりプレイオフ進出に貢献する。2006-07シーズンにはオールスターにブースター投票で選ばれる。
2011年3月発生の東日本大震災発生に伴う仙台の活動停止を受け、選手救済制度により京都にレンタル移籍。背番号は「89」。
2011-2012シーズンは活動再開した仙台89ERSに復帰。背番号は以前在籍時と変わらず「17」。
2012-2013シーズン終了後にFA権を行使。89ERS時代の恩師である浜口炎率いる京都ハンナリーズへと移籍。2017年引退。
引退後は富士通レッドウェーブのコーチに就任した。
2025年5月14日、BT・テーブス退任に伴い、ヘッドコーチ就任。

## 参照
1. ↑  『bjリーグ オフィシャルガイドブック 2013-2014』bjリーグ、2013年10月4日。
2. ↑  “【お知らせ】日下光選手　移籍のお知らせ”.   仙台89ERS (2013年7月3日). 2013年7月3日閲覧。
3. ↑  “日下光選手 現役引退のお知らせ”.   京都ハンナリーズ (2017年5月8日). 2017年5月8日閲覧。
4. ↑  “日下光選手　富士通レッドウェーブ コーチ就任のお知らせ”.   京都ハンナリーズ (2017年6月19日). 2017年6月19日閲覧。
5. ↑  “新加入スタッフお知らせ”.   富士通レッドウェーブ (2017年6月19日). 2017年6月19日閲覧。
6. ↑  『新ヘッドコーチ就任のお知らせ』（プレスリリース）富士通株式会社、2025年5月14日。